# Berenstain-Björnarna
Berenstain-björnarna är en kanadensisk animerad TV-serie producerad 2002–2004 om de antropomorfiska björnarna Lill-Björn och Lillan, med familj och vänner. I varje avsnitt får man följa huvudpersonernas liv och se hur de lär sig något viktigt i livet. TV-serien är baserad på böcker av amerikanerna Stanley och Janice Berenstain. Serien har dubbats till svenska och visats i Sverige 2003–2009 på SVT1 och Barnkanalen. Den har även visats på svenskspråkiga Yle.